# Campionati mondiali juniores di sci alpino 1992
I Campionati mondiali juniores di sci alpino 1992, 11ª edizione della manifestazione organizzata dalla Federazione Internazionale Sci, si svolsero in Slovenia, a Maribor, dal 25 febbraio al 1º marzo; il programma incluse gare di discesa libera, supergigante, slalom gigante, slalom speciale e combinata, sia maschili sia femminili.

## Risultati

### Uomini

#### Discesa libera
| Pos. | Atleta          | Nazione        | Tempo   |
| ---- | --------------- | -------------- | ------- |
| 1    | Michael Makar   | Stati Uniti    | 1:19,48 |
| 2    | Josef Strobl    | Austria        | 1:19,53 |
| 3    | Tobias Hellman  | Svezia         | 1:19,57 |
| 3    | Wolfgang Rieder | Austria        | 1:19,57 |
| 5    | Jürgen Hasler   | Liechtenstein  | 1:19,64 |
| 5    | Peter Pen       | Slovenia       | 1:19,64 |
| 7    | Aleš Škrubej    | Slovenia       | 1:19,77 |
| 8    | Jani Živko      | Slovenia       | 1:19,99 |
| 9    | Janez Slivnik   | Slovenia       | 1:20,05 |
| 10   | Jan Holický     | Cecoslovacchia | 1:20,16 |
| 10   | Joakim Marksten | Norvegia       | 1:20,16 |

Data: 25 febbraio

#### Supergigante
| Pos. | Atleta             | Nazione       | Tempo   |
| ---- | ------------------ | ------------- | ------- |
| 1    | Tobias Hellman     | Svezia        | 1:08,11 |
| 2    | Josef Strobl       | Austria       | 1:08,77 |
| 3    | Jürgen Hasler      | Liechtenstein | 1:09,11 |
| 4    | Michel Stuffer     | Italia        | 1:09,14 |
| 5    | Wolfgang Rieder    | Austria       | 1:09,19 |
| 6    | Gašper Kontrec     | Slovenia      | 1:09,25 |
| 7    | Thomas Bergamelli  | Italia        | 1:09,32 |
| 8    | Janez Slivnik      | Slovenia      | 1:09,36 |
| 9    | Alessandro Fattori | Italia        | 1:09,39 |
| 10   | Rune André Østby   | Norvegia      | 1:09,47 |

Data: 26 febbraio

#### Slalom gigante
| Pos. | Atleta            | Nazione  | Tempo   |
| ---- | ----------------- | -------- | ------- |
| 1    | Michel Stuffer    | Italia   | 2:04,26 |
| 2    | Tobias Hellman    | Svezia   | 2:04,56 |
| 3    | Torbjørn Søgaard  | Norvegia | 2:05,04 |
| 4    | Thomas Bergamelli | Italia   | 2:05,22 |
| 4    | Oliver Riederer   | Italia   | 2:05,22 |
| 6    | Pierre Violon     | Francia  | 2:05,84 |
| 7    | Gaëtan Llorach    | Francia  | 2:05,86 |
| 8    | Peter Pen         | Slovenia | 2:06,03 |
| 9    | Didier Plaschy    | Svizzera | 2:06,15 |
| 10   | Josef Strobl      | Austria  | 2:06,42 |

Data: 28 febbraio

#### Slalom speciale
| Pos. | Atleta             | Nazione  | Tempo   |
| ---- | ------------------ | -------- | ------- |
| 1    | Tobias Hellman     | Svezia   | 1:13,55 |
| 2    | Didier Plaschy     | Svizzera | 1:13,76 |
| 3    | Kilian Albrecht    | Austria  | 1:14,48 |
| 4    | Leo Püntener       | Svizzera | 1:14,60 |
| 5    | Lars Ohlsson       | Svezia   | 1:14,81 |
| 6    | Heinz Schilchegger | Austria  | 1:15,13 |
| 7    | Rune André Østby   | Norvegia | 1:15,14 |
| 8    | Thomas Lödler      | Croazia  | 1:15,35 |
| 9    | René Stössel       | Svizzera | 1:15,36 |
| 10   | Gaëtan Llorach     | Francia  | 1:15,40 |

Data: 1º marzo

#### Combinata
| Pos. | Atleta         | Nazione  |
| ---- | -------------- | -------- |
| 1    | Tobias Hellman | Svezia   |
| 2    | Didier Plaschy | Svizzera |
| 3    | Gaëtan Llorach | Francia  |

Data: 25 febbraio-1º marzo

Classifica stilata attraverso i piazzamenti ottenuti
in discesa libera, slalom gigante e slalom speciale

### Donne

#### Discesa libera
| Pos. | Atleta                | Nazione  | Tempo   |
| ---- | --------------------- | -------- | ------- |
| 1    | Céline Dätwyler       | Svizzera | 1:21,68 |
| 2    | Alexandra Meissnitzer | Austria  | 1:22,24 |
| 3    | Svetlana Novikova     | Russia   | 1:22,29 |
| 4    | Barbara Raggl         | Austria  | 1:22,38 |
| 5    | Michaela Dorfmeister  | Austria  | 1:22,43 |
| 6    | Morena Gallizio       | Italia   | 1:22,58 |
| 7    | Patrizia Bassis       | Italia   | 1:22,62 |
| 7    | Lea Ribarič           | Slovenia | 1:22,62 |
| 9    | Mojca Suhadolc        | Slovenia | 1:22,65 |
| 10   | Erika Hansson         | Svezia   | 1:22,69 |

Data: 25 febbraio

#### Supergigante
| Pos. | Atleta                | Nazione  | Tempo   |
| ---- | --------------------- | -------- | ------- |
| 1    | Regina Häusl          | Germania | 1:20,66 |
| 2    | Morena Gallizio       | Italia   | 1:21,32 |
| 3    | Alexandra Meissnitzer | Austria  | 1:21,35 |
| 4    | Hilde Gerg            | Germania | 1:21,77 |
| 5    | Caroline Gedde-Dahl   | Norvegia | 1:21,84 |
| 6    | Špela Pretnar         | Slovenia | 1:21,96 |
| 7    | Isolde Kostner        | Italia   | 1:21,99 |
| 8    | Michaela Dorfmeister  | Austria  | 1:22,14 |
| 9    | Martina Ertl          | Germania | 1:22,48 |
| 10   | Urška Hrovat          | Slovenia | 1:22,77 |

Data: 26 febbraio

#### Slalom gigante
| Pos. | Atleta                   | Nazione  | Tempo   |
| ---- | ------------------------ | -------- | ------- |
| 1    | Regina Häusl             | Germania | 1:56,37 |
| 2    | Špela Pretnar            | Slovenia | 1:56,60 |
| 3    | Lea Ribarič              | Slovenia | 1:56,65 |
| 4    | Martina Ertl             | Germania | 1:56,79 |
| 5    | Christiane Mitterwallner | Austria  | 1:56,89 |
| 6    | Erika Hansson            | Svezia   | 1:57,14 |
| 7    | Alexandra Meissnitzer    | Austria  | 1:57,46 |
| 8    | Mojca Suhadolc           | Slovenia | 1:57,52 |
| 9    | Isolde Kostner           | Italia   | 1:57,86 |
| 10   | Michaela Dorfmeister     | Austria  | 1:58,16 |

Data: 27 febbraio

#### Slalom speciale
| Pos. | Atleta                | Nazione     | Tempo   |
| ---- | --------------------- | ----------- | ------- |
| 1    | Urška Hrovat          | Slovenia    | 1:17,03 |
| 2    | Christel Pascal       | Francia     | 1:17,75 |
| 3    | Edith Rozsa           | Canada      | 1:17,77 |
| 4    | Kristina Koznick      | Stati Uniti | 1:17,79 |
| 5    | Emma Carrick-Anderson | Regno Unito | 1:17,83 |
| 6    | Morena Gallizio       | Italia      | 1:18,26 |
| 7    | Martina Ertl          | Germania    | 1:18,52 |
| 8    | Angela Zimmermann     | Germania    | 1:18,58 |
| 9    | Erika Hansson         | Svezia      | 1:18,62 |
| 10   | Mojca Suhadolc        | Slovenia    | 1:18,70 |

Data: 29 febbraio

#### Combinata
| Pos. | Atleta               | Nazione  |
| ---- | -------------------- | -------- |
| 1    | Erika Hansson        | Svezia   |
| 2    | Mojca Suhadolc       | Slovenia |
| 3    | Špela Pretnar        | Slovenia |
| 4    | Martina Ertl         | Germania |
| 5    | Urška Hrovat         | Slovenia |
| 6    | Morena Gallizio      | Italia   |
| 7    | Michaela Dorfmeister | Austria  |
| 8    | Patrizia Bassis      | Italia   |
| 9    | Martina Osterried    | Germania |
| 10   | Karine Allard        | Francia  |

Data: 25-29 febbraio

Classifica stilata attraverso i piazzamenti ottenuti
in supergigante, slalom gigante e slalom speciale

## Medagliere per nazioni
| Pos. | Nazione       | Oro | Argento | Bronzo | Totale |
| ---- | ------------- | --- | ------- | ------ | ------ |
| 1    | Svezia        | 4   | 1       | 1      | 6      |
| 2    | Germania      | 2   | 0       | 0      | 2      |
| 3    | Slovenia      | 1   | 2       | 2      | 5      |
| 4    | Svizzera      | 1   | 2       | 0      | 3      |
| 5    | Italia        | 1   | 1       | 0      | 2      |
| 6    | Stati Uniti   | 1   | 0       | 0      | 1      |
| 7    | Austria       | 0   | 3       | 3      | 6      |
| 8    | Francia       | 0   | 1       | 1      | 2      |
| 9    | Canada        | 0   | 0       | 1      | 1      |
| 9    | Liechtenstein | 0   | 0       | 1      | 1      |
| 9    | Norvegia      | 0   | 0       | 1      | 1      |
| 9    | Russia        | 0   | 0       | 1      | 1      |